# Herb Mirska
Herb Mirska – jeden z symboli miasta Mirsk i gminy Mirsk w postaci herbu.

## Wygląd i symbolika
Herb przedstawia złotego jastrzębia z białym gołąbkiem w dziobie, siedzącego na zielonym ukwieconym lnem pagórku na którym stoi złoty krzyż. Tło herbu jest błękitne. 

## Historia
Pierwotnie, kiedy miejscowość nazywała się Eulendorf, tamtejszy wójt posługiwał się herbem z wizerunkiem sowy. W 1319 Mirsk wraz z okolicą przyłączony został do księstwa jaworskiego, a 1329 lub 1337 Henryk I jaworski nadał miastu prawa miejskie, nową nazwę Fridberg (później przekształconą we Friedeberg) oraz nowy herb – sokoła trzymającego w dziobie upolowanego ptaka.